# Plosca, Dolj
Plosca este un sat în comuna Bistreț din județul Dolj, Oltenia, România. Se află în partea de sud a județului,  în Lunca Dunării, pe malul nordic al lacului Bistreț. Aceasta este o localitate de frontieră. Localitatea a avut de suferit ca urmare a revărsării Dunării în primăvara anului 2006.
Pe 10 mai 2014 a fost inaugurat Centrul Social din Plosca, acesta a fost realizat cu bani europeni și cu bani de la bugetul local.
În prima parte a domniei lui Carol I, în 1872, Plosca avea statut de comună și făcea parte din plasa Balta, cu o populație de 695 locuitori. Pe teritoriul satului Plosca s-a aflat în epoca antică un castru roman. Acesta aparținea de limesul Moesiarum. Castrul era construit din piatră și era însoțit de multiple lucrări militare de apărare. 